# Smith & Wesson Model 17
La Smith & Wesson Model 17 è revolver a sei colpi ad azionamento a doppia azione camerata per proiettili .22 LR. È costruito sul telaio K di medie dimensioni della Smith & Wesson.